# St.-Nepomuk-Statue (Hammelburg)

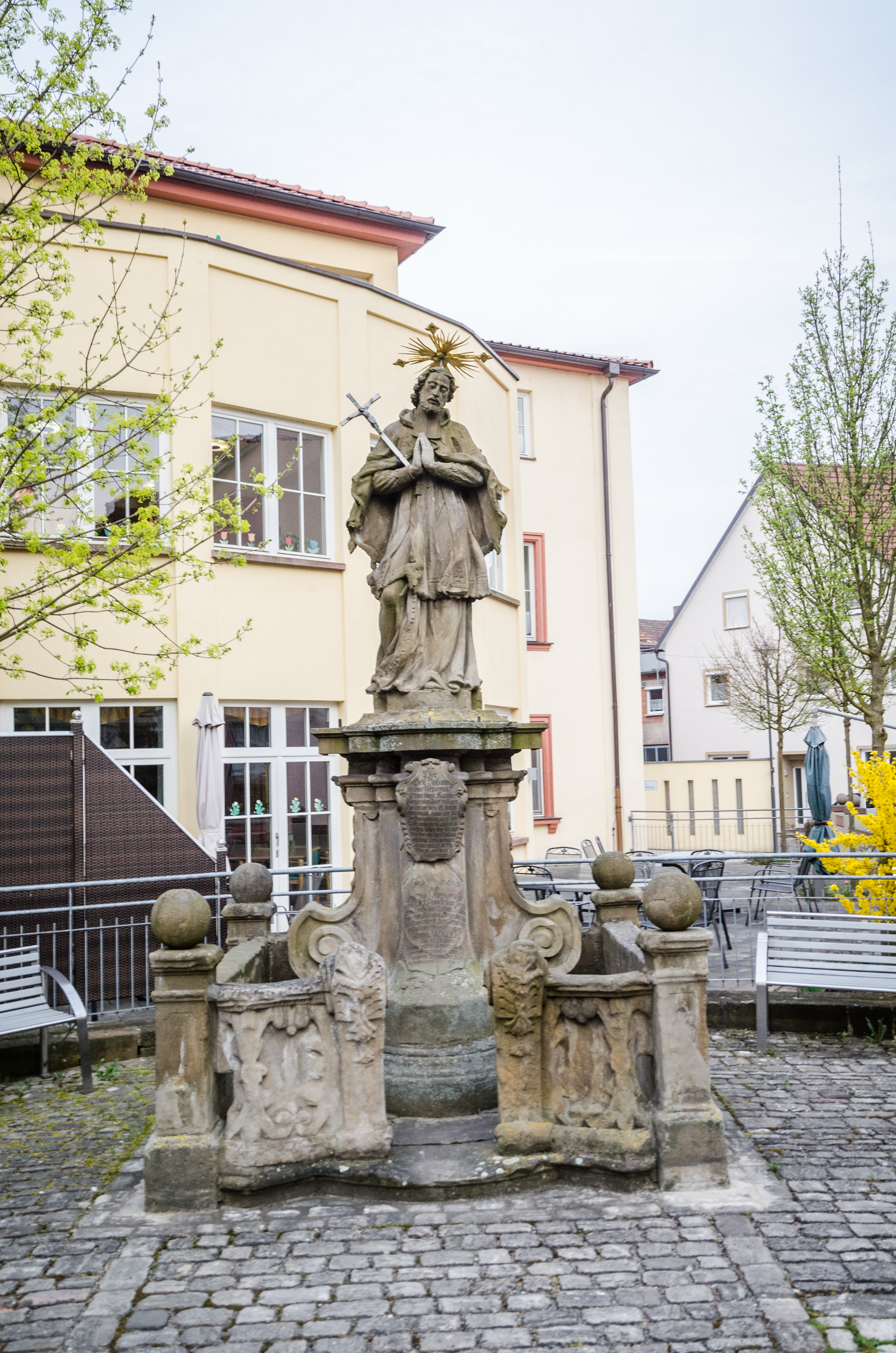
St.-Nepomuk-Statue in Hammelburg.

Die St.-Nepomuk-Statue befindet sich in Hammelburg, einer Kleinstadt im unterfränkischen Landkreises Bad Kissingen in der Spitalgasse beim ehemaligen Waisenhaus; vormals auf dem Marktplatz. Sie gehört zu den Hammelburger Baudenkmälern und ist unter der Nummer D-6-72-127-37 in der Bayerischen Denkmalliste registriert.

## Beschreibung
Die St.-Nepomuk-Statue besteht aus gelbem Sandstein und wurde im Jahr 1756 von Johann Jakob Faulstieg geschaffen. Bei der von einer Sandsteinbrüstung umgebenen Statue handelt es sich um eine Figurengruppe aus dem fränkischen Barock.
Die Statue hat einen Volutensockel mit einer Inschritblende:

„Jo. Jacobus Faulstig inv. et sculpsit Hammelburg.

1756 Der Heil. Johannes von Nepomuk ist von dem Kayßer Wenceslav dem Trägen weilen er das h. Beichtgeheimnis ihme nit hat endecken wollen, auf den Christi Auffahrtsabend zu nachts über die Prager Brucken in die Moldau gestürzt und gemartert. Anno 1383 V. 16. MAI. Alda er noch heutiges Tags mit großen ....... Jo. Jacobus Fal, errichten ließ es 1756 der Fürstabt Amand von Buseck am 12. Oktober.“